# Stazione di Monopoli
Stazione di Monopoli vasútállomás Olaszországban, Monopoli településen.

## Vasútvonalak
Az állomást az alábbi vasútvonalak érintik:
- Ancona–Lecce-vasútvonal

## Kapcsolódó állomások
A vasútállomáshoz az alábbi állomások vannak a legközelebb:
- Stazione di Polignano a Mare
- Stazione di Fasano
- Stazione di Egnazia